# Palpita tenuijuxta
Palpita tenuijuxta là một loài bướm đêm trong họ Crambidae.